# Grancassa (album)
Grancassa è il quarto album in studio di Tenedle, pubblicato l'8 dicembre 2010 per Sussurround - Udu Records.

## Tracce
1. Hikikomori
2. Lo stato in cui mi cero
3. Ideale
4. In una Catapulta
5. Sta accadendo
6. La cura del suono
7. Maledizione
8. Boomerang
9. Hai Fai
10. Grancassa
11. La spiaggia
12. Le cose infinite
13. Egocentrifugo
14. In feedback

## Musicisti
- Marydim - voce
- Vanessa Tagliabue Yorke - voce
- Silvia Vavolo - voce
- Dino Giusti - chitarra
- Rocco Brunori - tromba